# Ekonomiåret 1970

## Händelser

### Maj
- 29 maj - 35-årige Pehr G. Gyllenhammar utses till chef för Volvo efter svärfadern Gunnar Engellau.

### Oktober
- 8 oktober - Den svenska regeringen inför allmänt prisstopp för första gången sedan andra världskriget.

### November
- November - Ett traktatförslag om den nordiska ekonomiska samarbetsorganisationen Nordek godkänns av Nordiska rådet. Planerna genomförs dock aldrig, sedan Finland dragit sig ur. De nordiska länderna splittras.

### Okänt datum
- SEKO grundas under namnet Statsanställdas Förbund.

## Bildade företag
- 1 januari - Statsföretag AB bildas som förvaltare av de statliga svenska företagen med 29.000 anställda.

## Uppköp
- United Fruit Company och AMK slås ihop och bildar United Brands Company, idag Chiquita Brands International.

## Priser och utmärkelser
- 10 december - Paul Samuelson, USA får Sveriges Riksbanks pris i ekonomisk vetenskap till Alfred Nobels minne.[1]

## Födda
- 2 april – Daniel Sachs, svensk näringslivsprofil.

## Avlidna
- 21 mars – Gunnar V. Philipson, 86, grundare av bilföretaget Philipsons.
- 2 november – Olof Wallenius, 68, grundare av Walleniusrederierna.

### Fotnoter
1. ↑  ”All Nobel Prizes” (på engelska). Nobelpriset. http://www.nobelprize.org/nobel_prizes/lists/all/index.html. Läst 19 augusti 2012.